# Piruna mexicana
Piruna mexicana is een vlinder uit de familie van de dikkopjes (Hesperiidae). De wetenschappelijke naam van de soort is voor het eerst geldig gepubliceerd in 1979 door Freeman. Dit taxon wordt wel beschouwd als een ondersoort van Piruna aea.